# August Barbosa i Arnautó
August Barbosa i Arnautó (Barcelona, 26 de novembre de 1870 - 5 de desembre de 1941) va ser un actor de teatre i autor dramàtic català de la primera meitat del segle xx. Formà part en els seus inicis de la companyia Vila-Daví, dirigida per Pius Daví.
Era fill de Salvador Barbosa d'ofici sastre nascut a Vilanova de Meià i de Maria Arnautó i Estarriol nascuda a Cistella.

## Trajectòria professional[calcitació]
Actor
- 1904, 14 d'octubre. En el paper de Rafael a l'obra L'endemà de bodes de Josep Pous i Pagès. Estrenada al teatre Romea de Barcelona.
- 1905, 17 d'abril. En el paper de Bernabé a l'obra Sol, solet... d'Àngel Guimerà. Estrenada al teatre Romea de Barcelona.
- 1906, 14 de febrer. En el paper de Baptistet, 24 anys a l'obra La bona gent de Santiago Rusiñol. Estrenada al teatre Romea de Barcelona.
- 1906, 27 de març. En el paper de Joan a l'obra L'Eloi d'Àngel Guimerà. Estrenada al teatre Romea de Barcelona.
- 1906, 2 d'octubre. En el paper d'Abdon a l'obra Arrels mortes de Joan Puig i Ferreter. Estrenada al teatre Romea de Barcelona.
- 1907, 20 de febrer. En el paper de Manel a l'obra La mare de Santiago Rusiñol. Estrenada al teatre Romea de Barcelona.
- 1910, 14 d'abril. En el paper de Candro, 19 anys a l'obra Sainet trist d'Àngel Guimerà. Estrenat al teatre Romea de Barcelona.
- 1912, 24 de febrer. En el paper de Senyor Regordosa a l'obra Torre Torretes de Josep Burgas. Estrenada al teatre Catalunya de Barcelona.
- 1912, 2 de març. En el paper de Notari a l'obra El pintor de miracles de Santiago Rusiñol. Estrenada al teatre Catalunya de Barcelona.
- 1912, 16 de març. En el paper de Genís a l'obra El tresor de Josep Morató. Estrenada al teatre Catalunya de Barcelona.
- 1912, 30 de març. En el paper de Patró, 60 anys a l'obra La Verge del Mar de Santiago Rusiñol, estrenat al teatre Catalunya de Barcelona.
- 1912, 13 d'abril. En el paper de Cendra a l'obra La forastera de Pau Parellada i Molas, estrenada al teatre Catalunya de Barcelona.
- 1912, 20 d'abril. En el paper de Vives a l'obra L'Esbojarrada d'Antoni Muntañola, estrenada al teatre Catalunya de Barcelona.
- 1914, 8 de febrer. En el paper de Don Anton Ràfols a l'obra L'agència d'informes comercials de Pompeu Gener, estrenada al teatre Romea de Barcelona.
- 1917. 15 de març. En el paper de Senyor Sebastià a l’obra A ca l’Antiquari de Santiago Rusiñol, Estrenada al Teatre Novedades de Barcelona.
- 1917. 20 de setembre. En el paper de Ramon, el pare, a l’obra Mireia de Frederic Mistral, estrenada al teatre Novedades de Barcelona.
- 1917. 13 d’octubre. En el paper de Martí a l’obra Els nàufrags, de Santiago Rusiñol, Estrenada al teatre Novedades de Barcelona.
- 1917. 13 de desembre. En el paper d’Ornech a l’obra Indíbil i Mandoni, d’Àngel Guimerà, estrenada al teatre Barcelona de Barcelona.
- 1918. 13 d’abril. En el paper de Tramulles, parroquià de la barberia a l’obra La barberia d’en Quim, de Josep Burgas, estrenada al teatre Cómico de Barcelona.
- 1918. 13 de novembre. En el paper de Batanero a l'obra Bataneros en comandita, de Santiago Rusiñol, estrenada al teatre Español de Barcelona.
- 1918. 4 d'octubre. En el paper de Parmén a l’obra Montmatre de Pierre Frondaie, estrenada al teatre Español de Barcelona.
- 1923, 10 d'octubre. En el paper d'Un marxant a l'obra Les veus de la terra de Josep Maria de Sagarra. Estrenada al teatre Romea de Barcelona.
- 1923, 23 de novembre. En el paper d'El Delegat Spano a l'obra El barret de cascavells de Luigi Pirandello i traducció catalana de Josep Maria de Sagarra. Estrenada al teatre Romea de Barcelona.
- 1924.21 d’octubre. En el paper de Barberet a l’obra Les noies enamorades, d'Avel·lí Artís Balaguer, estrenada al teatre Romea de Barcelona
- 1924, 14 de novembre. En el paper de Moscatell a l'obra Fidelitat de Josep Maria de Sagarra. Estrenada al teatre Romea de Barcelona.
- 1926. 26 d’agost. En el paper de Baldomer Cortines a l’obra Parelles al vol d'Enric Lluelles, estrenada al teatre Eldorado de Barcelona
- 1926. 10 de setembre. En el paper de Maurici a l’obra Bromes i veres de Pompeu Crehuet, estrenada al teatre Eldorado de Barcelona
- 1926.12 d’agost. En el paper de Siset a l’obra Muntanyes del Canigó d'Alfons Roure, estrenada al teatre Eldorado de Barcelona
- 1926. 28 de setembre. En el paper de Sr. Perramon a l’obra La dona verge de Manuel Fontdevila, estrenada al teatre Apolo de Barcelona
- 1926. 1 de desembre. En el paper de Notari a l’obra L’obstacle d'Enric Lluelles, estrenada al teatre Apolo de Barcelona
- 1926. 22 de desembre. En el paper de Don Pere a l’obra El mal que pot fer una dona de Francisco Madrid, estrenada al teatre Apolo de Barcelo

Autor dramàtic - adaptador
- La torrentada. Comèdia dramàtica en tres actes.
- Lluita d'ànimes. Drama en tres actes.
- Un Fill del poble = A son of the people. Adaptació del drama en tres actes de James Hankok
- Fulles seques. (1906)
- Jugar a casats. Diàlec en prosa (1906)
- El pop de la platja. Quadre dramàtic, a partir d'una narració de Maksim Gorki. (1906)
- Primavera. (1907)
- La Reina. Quadro en un acte (1910)
- Matrimoni felís. Diàlec còmic en prosa (1910)
- ¡La Meva dona!. Diàlec còmic en un acte (1917
- El Doctor Rafart. Comèdia en dos actes (1929)
- La casa de la tranquil·litat.: Sainet en un acte (1929)
- Lluita d'ànimes. Drama en tres actes (1929)
- La Torrentada. Comèdia dramàtica en 3 actes (1933)

Director teatral
- 1917. 15 de març. A ca l’Antiquari de Santiago Rusiñol, Estrenada al Teatre Novedades de Barcelona.
- 1918. 13 de novembre. Bataneros en comandita', de Santiago Rusiñol, estrenada al teatre Español de Barcelona